# Estevam dos Santos Silva Filho
Estevam dos Santos Silva Filho (ur. 10 kwietnia 1968 w Vitória da Conquista) – brazylijski duchowny katolicki, biskup Ruy Barbosa od 2020.

## Życiorys
9 czerwca 1995 otrzymał święcenia kapłańskie i został inkardynowany do archidiecezji Vitória da Conquista. Pracował głównie jako duszpasterz parafialny, był także m.in. ojcem duchownym archidiecezjalnego seminarium oraz ekonomem archidiecezji.
29 stycznia 2014 papież Franciszek mianował go biskupem pomocniczym São Salvador da Bahia nadając mu stolicę tytularną Feradi Maius. Sakry udzielił mu 30 marca 2014 metropolita Vitória da Conquista - arcybiskup Luis Gonzaga Silva Pepeu.
15 kwietnia 2020 został mianowany biskupem ordynariuszem diecezji Ruy Barbosa, zaś 12 lipca 2020 kanonicznie objął urząd.